# Барановская, Агнешка
Агне́шка Барано́вская (урождённая Ли́пская) (пол. Agnieszka Baranowska; 16 апреля 1819, Старый Гостков близ Ленчицы (ныне Лодзинское воеводство, Польша) — 1890, Познань) — польская поэтесса и драматург.

## Биография
С детства проживала в Великом княжестве Познанском. После смерти мужа, участника польского восстания 1830 года, владела имением. Поддерживала связь с литераторами-эмигрантами, принимала их в своей усадьбе, в том числе, К. Балиньского, Т. Ленартовича и других. Её дочь Анжела была женой генерала Э. Тачановского.
Участвовала в культурно-благотворительных проектах.

## Творчество
Агнешка Барановская — автор нескольких пьес, поставленных на сценах любительских и профессиональных театров, среди которых «Starżowie» (Познань, 1880), «Zamek Kościański» (Познань, 1884), «Ostatni wieniec weteranem trzydzióstego roku» (Познань, 1885), «Starosta kościański». Написала много популярных стихотворений, в том числе посвящённых А. Мицкевичу.
Её перу принадлежат драмы «Dramat z pierwszych chwil dziejowych Polski» (1880), «Zamek w Gołuchowie» (постановка 1904 года).
Сотрудничала с изданиями для женщин («Lechu», «Dwutygodniku dla Kobiet»), писала на патриотические темы. В своей работе часто использовала сюжеты из великопольских легенд.